# Martin Kaltschmitt
Martin Kaltschmitt (* 18. April 1961 in Heidelberg) ist ein deutscher Energiewirtschaftler und Ingenieurwissenschaftler. Er lehrte lange Zeit an der Universität Stuttgart und ist heute Professor an der TU Hamburg und Leiter des dortigen Instituts für Umwelttechnik und Energiewirtschaft (IUE).

## Wissenschaftlicher Werdegang
Kaltschmitt studierte von 1981 bis 1986 Tiefbohrtechnik an der Technischen Universität Clausthal. Anschließend war er von 1986 bis 1988 Doktorand am damaligen „Institut für Kernenergetik und Energiesysteme“ (IKE) der Universität Stuttgart. 1990 promovierte er mit einer Arbeit über „Möglichkeiten und Grenzen einer Stromerzeugung aus Windkraft und Solarstrahlung am Beispiel Baden-Württembergs“. Nach einer Zeit als Postdoktorand von 1991 bis 1992 war er bis 1993 Leiter der Abt. „Umwelt und Energie“ beim Kuratorium für Technik und Bauwesen in der Landwirtschaft (KTBL) in Darmstadt.
Anschließend kehrte er an die Universität Stuttgart zurück und wurde dort Leiter der Abteilung „Neue Energietechnologien und Technikanalyse“ am Institut für Energiewirtschaft und Rationelle Energieanwendung (IER). 1997 habilitierte er sich an der Universität Stuttgart mit einer Arbeit über regenerative Energiegewinnung. Von 1992 bis 2002 hielt er an der Uni Stuttgart die Vorlesung „Regenerative Energien zur Stromerzeugung I, II“. Zwischen 1998 und 2000 forschte er am King’s College in London und der University of California.
Seit 2006 ist er Leiter des Instituts für Umwelttechnik und Energiewirtschaft (IUE) der Technischen Universität Hamburg (TUHH).

## Sonstige Tätigkeiten
Seit 1992 berät Kaltschmitt die EU-Kommission, verschiedene Bundesministerien, die DBU und die DFG. Von 2001 bis 2008 war er Geschäftsführer des „Instituts für Energetik und Umwelt“ (gGmbH) in Leipzig. Seit 2002 ist er zudem Obmann des VDI Fachausschusses „Regenerative Energien“. Von 2008 bis 2010 war er Wissenschaftlicher Geschäftsführer des Deutschen Biomasseforschungszentrums (DBFZ) in Leipzig. Er ist ordentliches Mitglied der Akademie der Wissenschaften in Hamburg.
Zudem ist er gemeinsam mit Hermann Hofbauer von der Technischen Universität Wien Chefredakteur der wissenschaftlichen Fachzeitschrift Biomass Conversion and Biorefinery.

## Werke
Kaltschmitt hat zahlreiche Bücher und Fachpublikationen zum Thema erneuerbare Energien geschrieben oder herausgegeben. Zusammen mit Wolfgang Streicher und Andreas Wiese ist er Herausgeber und einer der Hauptautoren des erstmals 1993 erschienenen Standardwerks „Erneuerbare Energien. Systemtechnik, Wirtschaftlichkeit, Umweltaspekte“, das mehrfach aktualisiert wurde und 2020 in der 6. Auflage erschien. 2007 wurde eine englischsprachige Übersetzung publiziert.

### Bücher (Auswahl)
- Martin Kaltschmitt, Wolfgang Streicher, Andreas Wiese (Hrsg.): Erneuerbare Energien. Systemtechnik, Wirtschaftlichkeit, Umweltaspekte, 6. Auflage, Berlin / Heidelberg 2020, ISBN  978-3-662-61189-0.
- Martin Kaltschmitt, Ulf Neuling (Hrsg.): Biokerosene. Status and Prospects. Berlin 2018, ISBN 978-3-662-53063-4.
- Martin Kaltschmitt, Hans Hartmann, Hermann Hofbauer (Hrsg.): Energie aus Biomasse. Grundlagen, Techniken und Verfahren, 3. Auflage, Berlin / Heidelberg 2016, ISBN 978-3-662-47437-2.
- Martin Kaltschmitt, Lieselotte Schebek, Umweltbewertung für Ingenieure. Methoden und Verfahren. Berlin/Heidelberg 2015, ISBN 978-3-642-36989-6.
- Martin Kaltschmidt, Wolfgang Streicher (Hrsg.), Regenerative Energien in Österreich. Grundlagen, Systemtechnik, Umweltaspekte, Kostenanalysen, Potentiale, Nutzung, Wiesbaden 2009, ISBN 978-3-8348-0839-4.
- Martin Kaltschmitt, Wolfgang Streicher, Andreas Wiese (eds.): Renewable energy. Technology, economics and environment, Springer, Berlin/Heidelberg 2007, ISBN 978-3-540-70947-3.
- Martin Kaltschmitt, Joachim Fischer, Ulrich Langnickel (Hrsg.): Bioenergieträger in Kraft-Wärme-Kopplungsanlagen, Berlin 2002, ISBN 3-503-07008-7.
- Martin Kaltschmitt, Ernst Huenges, Helmut Wolff (Hrsg.): Energie aus Erdwärme. Geologie, Technik und Energiewirtschaft, Stuttgart 1999, ISBN 3-342-00685-4.
- Martin Kaltschmitt, Guido A. Reinhardt (Hrsg.): Nachwachsende Energieträger. Grundlagen, Verfahren, ökologische Bilanzierung, Wiesbaden 1997, ISBN 3-528-06778-0.
- Martin Kaltschmitt, Systemtechnische und energiewirtschaftliche Analyse der Nutzung erneuerbarer Energien in Deutschland, Stuttgart 1997 (zugl. Habilitationsschrift).
- Martin Kaltschmitt, Manfred Fischedick, Wind- und Solarstrom im Kraftwerksverbund. Möglichkeiten und Grenzen, Heidelberg 1995, ISBN 3-7880-7524-4.
- Martin Kaltschmitt, Möglichkeiten und Grenzen einer Stromerzeugung aus Windkraft und Solarstrahlung am Beispiel Baden-Württembergs Stuttgart 1990 (zugl. Dissertation).

### Artikel in wissenschaftlichen Zeitschriften (Auswahl)
- An-Ping Zeng, Martin Kaltschmitt: Green electricity and biowastes via biogas to bulk-chemicals and fuels: The next move toward a sustainable bioeconomy. In: Engineering in Life Sciences (2015), doi:10.1002/elsc.201400262.
- Britta Reimers, Burcu Özdirik, Martin Kaltschmitt: Greenhouse gas emissions from electricity generated by offshore wind farms. In: Renewable Energy 72, (2014), 428–438, doi:10.1016/j.renene.2014.07.023.
- Mario Rios, Martin Kaltschmitt, Bioenergy potential in Mexico—status and perspectives on a high spatial distribution. In: Biomass Conversion and Biorefinery 3, (2013), 239–254, doi:10.1007/s13399-013-0085-3.
- Jana Weinberg, Martin Kaltschmitt: Life cycle assessment of mobility options using wood based fuels – Comparison of selected environmental effects and costs. In: Bioresource Technology 150, (2013), 420–428, doi:10.1016/j.biortech.2013.08.093.
- Christina Wulf, Martin Kaltschmitt: Life cycle assessment of hydrogen supply chain with special attention on hydrogen refuelling stations. In: International Journal of Hydrogen Energy 37, (2012), 16711–16721, doi:10.1016/j.ijhydene.2012.03.028.
- Sergey Zinoviev et al., Next-Generation Biofuels: Survey of Emerging Technologies and Sustainability Issues. In: ChemSusChem 3, Issue 10, (2010), 1106–1133, doi:10.1002/cssc.201000052.
- Stephanie Frick, Martin Kaltschmitt, Gerd Schröder: Life cycle assessment of geothermal binary power plants using enhanced low-temperature reservoirs. In: Energy 35, Ausgabe 5, (Mai 2010), 2281–2294, doi:10.1016/j.energy.2010.02.016.
- Annette Freibauer, Martin Kaltschmitt, Controls and models for estimating direct nitrous oxide emissions from temperate and sub-boreal agricultural mineral soils in Europe. In: Biogeochemistry 63, Issue 1, (2003), 93–115, doi:10.1023/A:1023398108860.
- Christine Rösch, Martin Kaltschmitt, Energy from biomass—do non-technical barriers prevent an increased use?. In: Biomass and Bioenergy 16, Issue 5, (1999), 347–356, doi:10.1016/S0961-9534(98)00088-9.

## Auszeichnungen
Im Jahr 2008 wurde Kaltschmitt die Ehrenmedaille des VDI verliehen.